# معركة شدوان
معركة شدوان أو عملية رودس (بالعبرية: מבצע רודוס)، كانت غارة إسرائيلية عن طريق إبرار جوي بالمروحيات لمظليين إسرائيليين مدعومين من البحرية والطيران الإسرائيلي بالإضافة إلى عناصر من الكوماندوز البحري الإسرائيلي «شايطيت 13» على جزيرة شدوان المصرية يوم 22 يناير 1970، ضمن أحداث حرب الاستنزاف. انتهت العملية وفقاً للرواية الإسرائيلة بتحقيق أهدافها بأسر 62 من الجنود المصريين ومعدات رادار بحري كانت على الجزيرة. بينما تذكر الرواية المصرية أنها انتهت بفشل إسرائيلي في احتلال الجزيرة بعد قتال مرير دام لأكثر من 36 ساعة.

## خلفية تاريخية

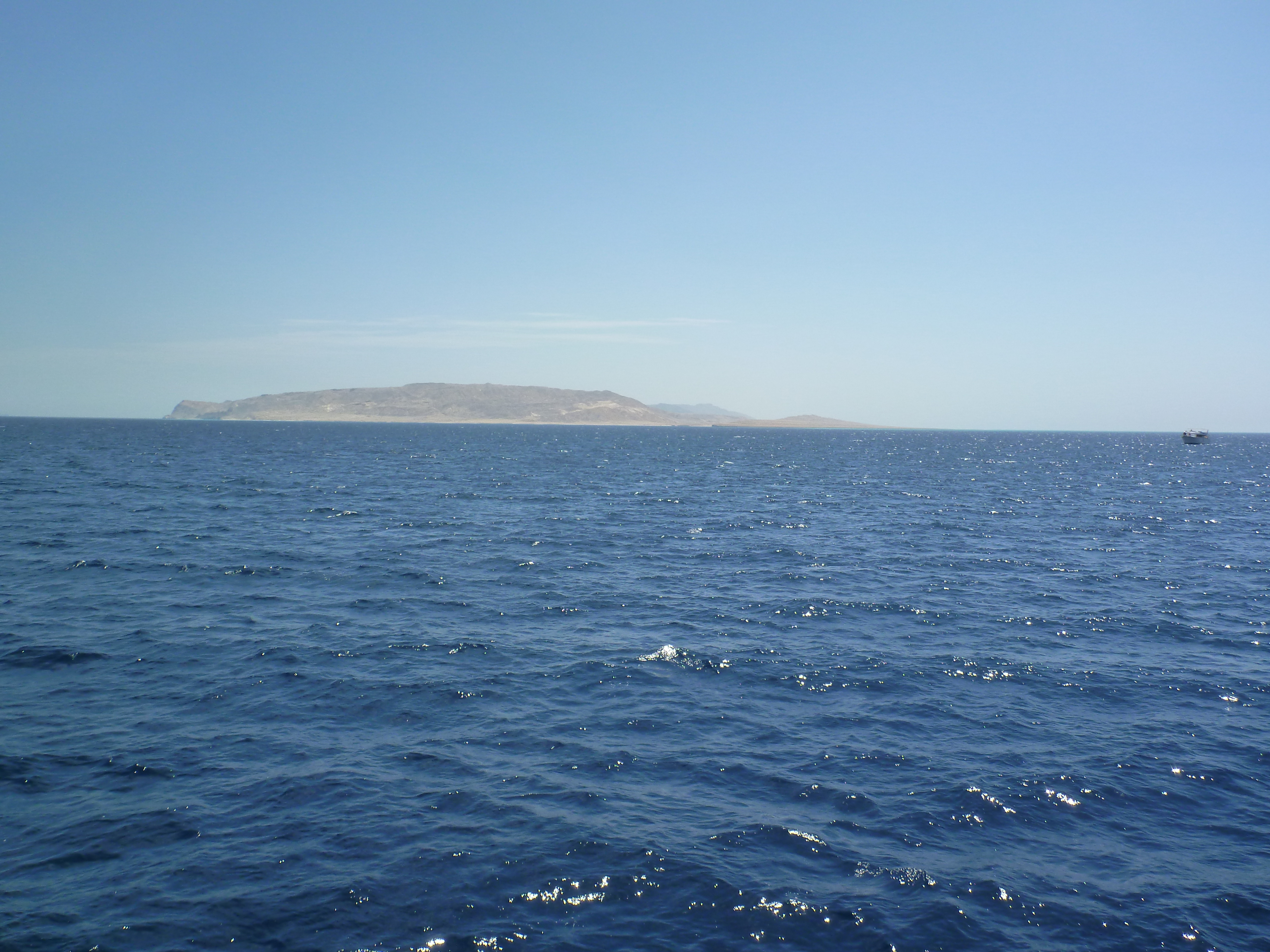
جزيرة شدوان، 2015

كانت مصر قد شنت حرب الاستنزاف لإضعاف سيطرة إسرائيل على سيناء التي احتلتها خلال حرب 1967. وبينما احتدمت الحرب بالأساس على طول قناة السويس، أملت إسرائيل في تأمين وقف لإطلاق النار من خلال برهنتها للقاهرة أنه بإمكانها استهداف أي مكان في مصر، عبر استعراضها احتمالية اندلاع صراع شامل أمام القيادة المصرية قد لا تكون مصر مستعدة له. وبسبب رفض مصر إيقاف القتال على جبهة القناة، شنت إسرائيل عملية بريحا في يناير 1970، وهي سلسلة غارات نفذتها القوات الجوية الإسرائيلية ضد أهداف في عمق الأراضي المصرية، في حين كلفت قواتها البرية شن غارة على القوة المصرية المنعزلة والصغيرة في جزيرة شدوان. وهي جزيرة صخرية مساحتها 61 كم بطول 16 كم وعرض من 3-5 كم وتبعد عن شرم الشيخ 30 كم وعن الغردقة 35 كم وتؤمنها سرية صاعقة كما يتواجد عليها فنار لإرشاد السفن ورادار بحري. كان الهدف من الغارة وفقاً لإسرائيل أسر عدد من الجنود المصريين لمقايضتهم بالأسرى الإسرائيليين في مصر وتخريب موقع رادار بحري كان يُمثل تهديداً لحركة الملاحة الإسرائيلية في خليج السويس.

## القوات الإسرائيلية

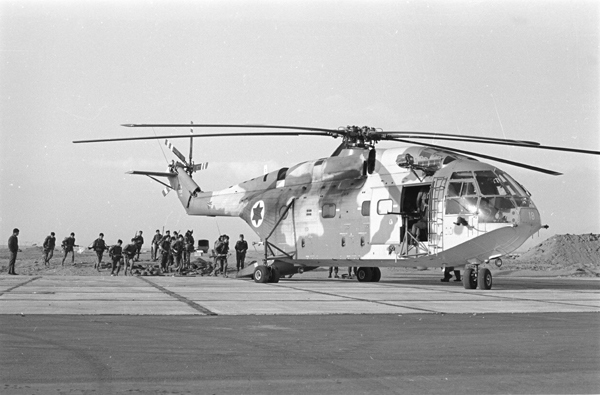
المظليون الإسرائيليون أثناء صعودهم على متن مروحية سوبر فريلون لحظة بدء العملية، مطار عوفيرا (شرم الشيخ)

أوكلت مهمة الإستيلاء على شدوان إلى لواء المظليين الإسرائيلي تحت قيادة حاييم نادال تحت اسم عملية رودس. من خلال إبرار جنود من الكتيبة 202 مظليين على الجزيرة، بقيادة المقدم يعقوب حاصدي، مصحوبة بعناصر من سرية النخبة في لواء المظليين سرية الاستطلاع (سييرت تزانحانيم) بقيادة النقيب موتي باز. كما كان من المفترض مؤزارتهم بعناصر من الكوماندوز البحري «شايطيت 13»، بينما تواجدت قوات مظلات إضافية على مقربة منهم في شرم الشيخ وعلى سفن البحرية الإسرائيلية القريبة.

## القوات المصرية
كان فنار الجزيرة الواقع في الطرف الجنوبي منها يُمثل مقر القوة المصرية المتواجدة عليها ويطوق محيط الفنار خط محصن يتألف من 9 مواقع عسكرية للدفاع عنه تحتلها سرية صاعقة مصرية من الكتيبة 93 صاعقة. وفي المجمل، كان هناك 100 جندي مصري متواجدين في شدوان، 60 منهم من قوات الصاعقة والباقي من أفراد البحرية المصرية والمشغلين التقنيين للرادار. إضافة إلى ستة مدنيين لتشغيل الفنار.

## المعركة
بدأت عملية رودس في صباح يوم 22 يناير 1970، بقصف من 12 طائرة سكاي هوك تابعة للسرب 109 والسرب 115 للجزيرة. أدى القصف إلى مقتل عدداً من الجنود المصريين، منهم قائد القوة المصرية على الجزيرة. بعدها اشتبك المدافعون مع القوات البرية الإسرائيلية التي بدأت بالنزول على شدوان والتي حملها إلى الجزيرة مروحتين بيل 205 وأربع مروحيات سوبر فريلون تابع للسرب 114. بدأت عمليات الإبرار الجوي في 9:15 صباحاً، نزلت القوات الإسرائيلية على بعد ميل شمال الفنار وانقسمت إلى وحدات مختلفة. تحركت وحدة حاصدي للاستيلاء على المواقع العسكرية على الجانب الشرقي من الجزيرة بينما اشتبكت الوحدة المتوجهة إلى الفنار مع الجنود المصريين الذين رفضوا النداءات الإسرائيلية لهم بالاستسلام. وفي غضون ساعة بعد الإنزال، سقطت جميع المواقع العسكرية باستثناء ثلاثة في أيدي المظليين الإسرائيليين. خلال ذلك قُتل أحد الجنود الإسرائيليين، العريف حاييم إيزروفيتش، بنيران قناصة.
بينما واجهت قوات باز، التي حاولت تطويق القوات المصرية غرباً، مقاومة في المحيط الدفاعي للجاني الغربي ووجدت نفسها في حقل ألغام. حيث قُتل ضابط واحد هو الرقيب إسرائيل بارليف، كما أصيب آخرون وانسحبت القوة، بعدما فشلت في الإستيلاء على موقعين يحملان الاسم الرمزي «دفنا» و«دفورا» يحتلهما المصريون. وفي الساعة 10:30، حطت قوة الاحتياط في شرم الشيخ، بقيادة المقدم عاموس يارون، على الجزيرة.
في غضون ذلك، وصلت قوة بقيادة الملازم إسحاق كوتلر (إيكي) الذي سبق له الاشتراك في عملية الصدمة إلى موقع المنارة. وعلى الرغم من توقع مقاومة كبيرة، رصدت القوة الإسرائيلية حركة محدودة في الموقع، وفي الساعة 12:00 اقتحمت القوات الإسرائيلية المبنى. حيث وجدت في البداية عدد قليل من الغرف الخاوية، ولكن سرعان ما انطلقت النيران من مبنى على الجانب الغربي من الموقع، أصابت كوتلر وجعلت القوة بلا قيادة. أصدر حاصدي تعليماته إلى أحد أفراد فرقة كوتلر بإحاطة المبنى وإخلائه باستخدام القنابل اليدوية. وبحلول الساعة 12:57، تمكنوا من تأمين المبنى، الذي وجد أنه محمي فقط بواسطة جنديين مصريين، قُتل أحدهما بينما أصيب الآخر. وسرعان ما وصلت مروحية إسرائيلية لنقل كل من المصري المصاب وكوتلر إلى المستشفى، لكن الأخير توفي متأثراً بجروحه.
بعدما حطّ عاموس يارون على الجزيرة في الساعة 11:30، اتجه حسب تعليمات نادال للتغلب على المقاومة المتبقية عند الطرف الغربي للجزيرة الدفاعية في الجزيرة. قاد يارون هجوماً من ثلاثة محاور، بمساعدة قصف الطيران الإسرائيلي، حيث أمنّ الموقع الذي يحمل الاسم الرمزي «دفنا» بحلول الساعة 14:15. كما أمن موقع «دفورا» القريب أيضاً، وتوقف القتال عند الساعة 15:30. وكانت حصيلة الخسائر المصرية حتى ذلك الوقت أسر 14 وقتل 17 جندي. كما أُسر عدة عشرات آخرون عندما مُشطت الجزيرة لاحقاً.

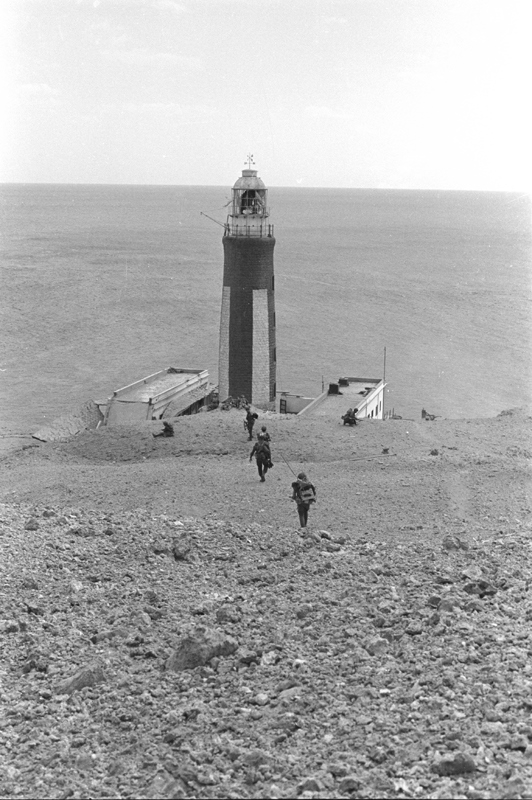
المظليون الإسرائيليون يتقدمون صوب موقع الفنار
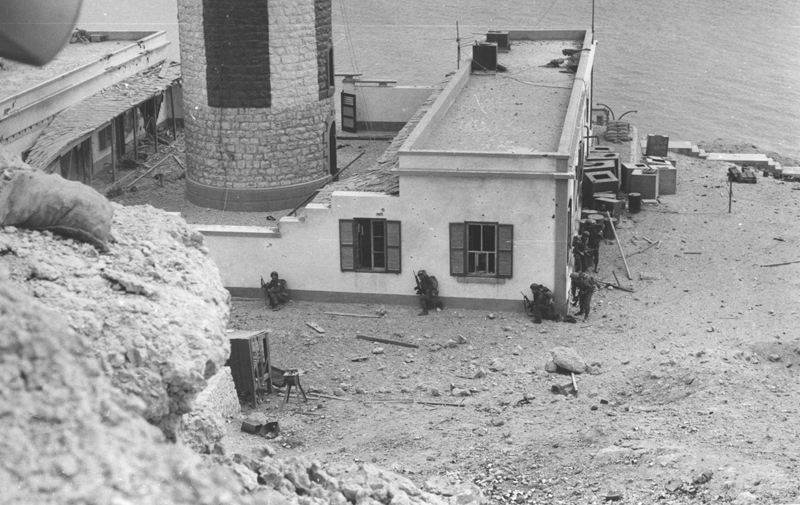
القتال حول موقع الفنار
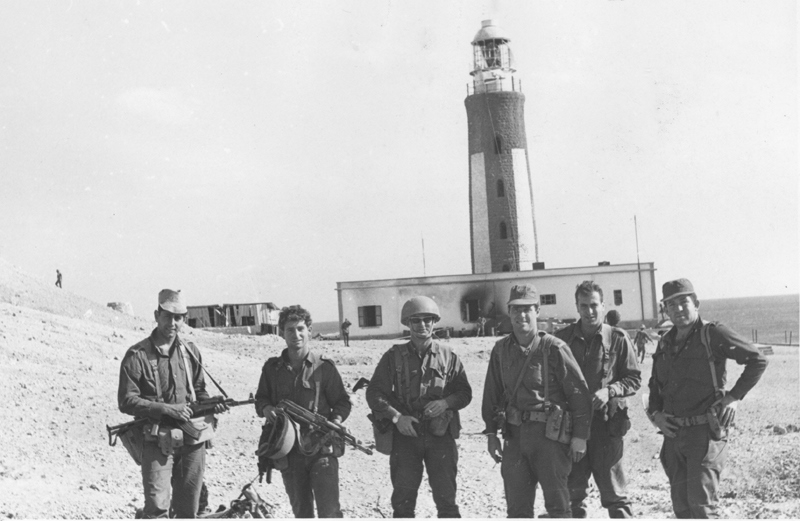
الجنود الإسرائيليون بعد السيطرة على موقع الفنار من بينهم عاموس يارون

## مشاركة القوات الجوية
وفرت الطائرات الإسرائيلية الدعم الجوي القريب والمستمر للقوات البرية بعد دعمهما الأولي لعمليات الإبرار، بينما أجرت مقاتلات الطيران الإسرائيلي دوريات في المجال الجوي حول الجزيرة لمنع وصول التعزيزات المصرية. وشهدت العملية أيضاً استخدام طائرات إيه-4 سكاي هوك لأول مرة كخزانات تزويد بالوقود جواً، حيث زودت طائرات السرب 109 الطائرات الإسرائيلية الأخرى بالوقود أثناء تحليقها.
وبينما كانت المعركة جارية، رصد تشكيل مختلط من طائرات سكاي هوك التابعة للسرب 109 والسرب 115 زورقي طوربيد مصريين فئة پي-183 متجهين إلى الجزيرة قادمين من الغردقة. فهاجمتهما بصواريخ جو-أرض وأغرقت كلاهما، كما أغرقت نيران القوات الإسرائيلية على الجزيرة زورقاً آخر في المساء. وبعد منتصف الليل بوقت قصير في 23 يناير، جرت محاولة مصرية أكثر نجاحاً قليلاً للتدخل، عندما تمكنت قاذفة إليوشن إل-28 تابعة للقوات الجوية المصرية من تفادي الطائرات الإسرائيلية المتواجدة. ونجحت في قصف الجزيرة مرة واحدة لكنها فشلت في إحداث أي ضرر.

## الانسحاب الإسرائيلي
ظلت القوات الإسرائيلية متمسكة بالجزيرة طوال الليل، وفي الصباح تلقت أمراً بالانسحاب في الساعة 11:50 يوم 23 يناير. فنسفت جميع المباني عدا الفنار وانسحبت وبصحبتها 62 أسير مصري ومعدات رادار ديكا بريطاني استولت عليه. حملت آخر مروحية، حاييم نادال وغادرت الجزيرة في الساعة 17:40. قُتل ثلاثة إسرائيليين وجُرح سبعة آخرون، في حين أشار المتحدث العسكري الإسرائيلي إلى أن عدد القتلى المصريين بلغ 70، من ضمنهم الجنود الذين قتلوا على شدوان وعلى زوارق الطوربيد التي أُغرقت.

## نتائج العملية

### حادث شاحنة الذخيرة المصرية

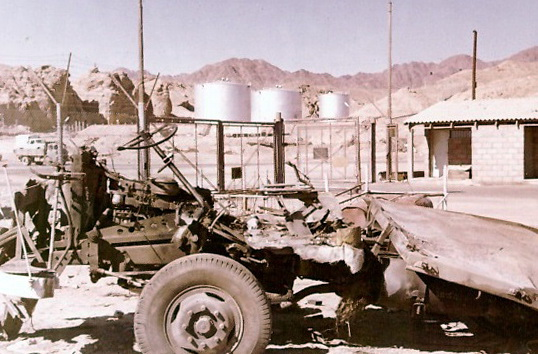
بقايا الشاحنة المصرية بعد يومين من الانفجار

على الرغم من نجاح العملية بالنسبة لإسرائيل، إلا أن عواقبها لم تكن جديرة بالثناء. ففي 24 يناير، أي بعد يومين من العملية، أبحرت سفينة الإنزال بيت شيفع من شرم الشيخ إلى ميناء إيلات وعلى متنها بعض الجنود الذين اشتركوا في العملية، إضافة إلى بعض المعدات التي استولت عليها القوات الإسرائيلية على الجزيرة، كان من بينها شاحنة مصرية محملة بالذخيرة. وعند محاولة إنزال الشاحنة من السفينة على الشاطئ حدث وأن غرست في الرمال وأثناء دفع الجنود للشاحنة انفجر بها أحد الألغام. وقتل الانفجار 24 شخصاً في هذا الحادث. وبرغم كونه حادثاً لكن المسلحين الفلسطينيين حاولوا إعلان مسؤوليتهم عن الانفجار.

### الخسائر المصرية والإسرائيلية
اعترفت مصر بخسارة 80 جندياً ما بين قتيل ومفقود، لكنها على غرار الجزيرة الخضراء حاولت تصوير الغارة الإسرائيلية في أفضل ضوء ممكن. فقد ذكرت في بادئ الأمر أن الإسرائيليين «حاولوا احتلال» الجزيرة وخسروا ثلاثين قتيلاً وطائرتين، أحداهما طراز ميراج والأخرى سكاي هوك، بواسطة وسائل الدفاع الجوي في الغردقة لكن ذلك لا يمكن تأكيده. زعمت مصر فيما بعد أن القوات الإسرائيلية لم تسطع البقاء على الجزيرة «بسبب المقاومة الشديدة على الأرض والضربات الجوية الهائلة». بينما ركزت الصحافة المصرية على بطولة النقيب حسني حماد الذي ضحى بحياته وهو يقود لنشي الطوربيد إلى الجزيرة بمبادرة شخصية منه.
وبجانب الخسارة البشرية فقدت القوات المصرية ثلاثة زوارق (من بينهم زورقي طوربيد) خلال محاولتها إرسال تعزيزات إلى الجزيرة، كما فقدت رادار بحري بريطاني من نوع ديكا وهو ثاني رادار تستولي عليه إسرائيل بعدما استولت على رادار سوفيتي من نوع بي-12 خلال عملية روستر.
أما الخسائر الإسرائيلية فقد بلغت ثلاثة قتلى هم:
- الملازم إسحاق كوتلر، 24 عاماً.
- الرقيب إسرائيل بارليف، 22 عاماً.
- الجندي حاييم إيشروفيتز، 20 عاماً.

إضافة إلى سبعة جرحي، تزعم بعض المصادر المصرية أن إسرائيل خسرت خلال العملية 50 جندياً ما بين قتيل وجريح.
فيما يلي أسماء 24 مقاتل من خسائر سرية الصاعقة التي كانت متواجدة على الجزيرة أثناء العملية وفق النصب التذكاري الموجود على الجزيرة حالياً ولا توجد بيانات رسمية عن باقي الخسائر العسكرية والمدنية:
| الرتبة       | الاسم                           |
| ------------ | ------------------------------- |
| ملازم        | أحمد حمزة عبد الله كرم          |
| ملازم        | حلمي عبد الرؤوف محروس المليس    |
| رقيب أول     | محمد حافظ آدم سلامة             |
| عريف مجند هـ | محمد عبد المقصود مرسي           |
| عريف مجند هـ | طه علي البربري                  |
| عريف مجند هـ | عبد الله محمد أحمد              |
| عريف مجند    | محمود حامد مطاوي                |
| جندي مجند    | شعبان محمد حامد                 |
| جندي مجند    | عبد العزيز عبد الهادي أبو العلا |
| جندي مجند    | سيد أحمد السيد                  |
| جندي مجند    | المتولي محمد المتولي            |
| جندي مجند    | حسني عباس فيصل                  |
| جندي مجند    | محمد العشماوي سعد               |
| جندي مجند    | أحمد تعشيش أحمد                 |
| جندي مجند    | عبد العزيز محمد محمود           |
| جندي مجند    | محمد العربي السعيد              |
| جندي مجند    | رشاد محمد الشافعي               |
| جندي مجند    | خندي السيد سيد                  |
| جندي مجند    | محمد عبد الواحد محمد            |
| جندي مجند    | محمد محمد أحمد الوالي           |
| جندي مجند    | صلاح بكر إبراهيم                |
| جندي متطوع   | السيد إبراهيم حمدان             |
| جندي هـ      | محمد عبد المقصود محمود          |
| جندي مجند    | أحمد محمد مهدي عبد الله         |

جرت عملية رودس بعد بضعة أيام من انطلاق عملية بريحا، التي أكدت عدم قدرة مصر على مواجهة التفوق الجوي الإسرائيلي. لكن بدلاً من أن يجبر ذلك مصر على الاستجابة لوقف إطلاق النار، توجه الرئيس جمال عبد الناصر إلى الاتحاد السوفييتي للحصول على مساعدات عسكرية. حيث غادر سراً إلى موسكو في نفس يوم انطلاق عملية رودس، لإجراء سلسلة من المحادثات السرية. وفي غضون أسابيع، بدأت معدات وخبراء من الاتحاد السوفيتي في الوصول إلى مصر، مما مثل مرحلة جديدة من حرب الاستنزاف.

## الشهادات الكاذبة المنسوبة لصحفي أمريكي
جاي بوشنسكي (Jay Bushinsky) صحفي ومراسل حربي أمريكي يهودي. ولد في 8 ديسمبر 1932 وتوفي في 2 مايو 2018، حضر أحداث حروب 67 والاستنزاف وأكتوبر وغيرها من أحداث الشرق الأوسط العسكرية وعمل لعدد من الصحف الأمريكية والكندية والإسرائيلية.
نسبت بعض الصحف والمواقع المصرية شهادات له يتحدث فيها عن «أعمال بطولية» للقوات المصرية على جزيرة شدوان خلال عملية رودس زاعمة أنه نشرها في برقية بعث بها إلى وكالة أنباء «يونايتد برس» لكن بدون مصادر للدلالة على صحة هذه التصريحات. والثابت أن بوشنسكي رافق القوات الإسرائيلية لتغطية العملية لكن لم تصدر منه هذه الشهادات عن المعركة خاصة وأن صحفي أمريكي يهودي يعمل لصالح الإعلام الغربي والإسرائيلي لن يصف مشهد مقتل جنود مصريين، كونهم «استشدوا». والتصريح المعروف له هو شهادته عن إصابة أحد الجنود الإسرائيليين وسؤاله لقائد القوة الإسرائيلية «ألا يمكننا فعل شئ له؟».

## عيد قومي
اتخذت مصر التي اعتبرت معركة شدوان انتصاراً لها من يوم 22 يناير عيداً قومياً لمحافظة البحر الأحمر. كما أطلقت أسماء الشهداء على عدد من المدارس ومنحت ميدالية عسكرية عرفت باسم «نوط شدوان» للأفراد الذين اشتركوا في قتال القوات الإسرائيلية على الجزيرة.